# 韦尔特
韦尔特（荷蘭語：Weert）是荷兰东南部的一个城市和市镇，位林堡省。截至2010年，韦尔特人口为48405人。它位于艾恩德霍芬-马斯特里赫特铁路线上。